# Кетеліна Крістя
Кетеліна Крістя (рум. Cătălina Cristea; нар.. 2 червня 1975, Бухарест) — румунська тенісистка, тренер і спортивний адміністратор. Гравець збірної Румунії в Кубку Федерації, переможниця одного турніру WTA в парному розряді.

## Життєпис
Кетеліна Крістя почала грати в теніс з семи років. У 1992 році вона була провідною румунської юніоркою, успішно виступивши на чемпіонаті Європи серед дівчат. У тому ж році вона дійшла до півфіналу Відкритого чемпіонату Франції серед дівчат в одиночному розряді. Наступний рік Кетеліна Крістя почала виходом до фіналу Відкритого чемпіонату Австралії серед дівчат в парі зі шведкою Осою Свенссон, а завершила юнацьку кар'єру в грудні того ж року фіналом турніру Orange Bowl в парі з Варалі Суріфонг.
Вже в 1991 році Кетеліна виграла свій перший професійний турнір. Це сталося в Клужі (Румунія) на турнірі ITF з призовим фондом 10 000 доларів, де Крістя перемогла в парі з Діане Самунджі. У 1994 році вона була вперше запрошена до збірної Румунії на матчі Кубка Федерації і принесла команді два очки в парі з Іриною Спирлею.
У 1995 році Кетеліна Крістя досягла свого найкращого результату у дорослих турнірах Великого шолома, пробившись до третього кола Відкритого чемпіонату Франції після перемоги над десятою ракеткою світу Наталією Звєрєвою. Після цього успіху румунка вперше в кар'єрі увійшла до сотні найсильніших тенісисток світу згідно з рейтингом WTA. Наступного року у себе на батьківщині в Бухаресті, вона виграла єдиний за кар'єру турнір ITF в одиночному розряді. Цей сезон вона завершила в першій сотні рейтингу, взявши участь в Олімпійських іграх в Атланті.
У липні 1997 року, після виходу до півфіналу турніру WTA в Празі, Кетеліна Крістя піднялася в одиночному рейтингу на 59-у позицію, найкращу у своїй одиночній кар'єрі. Найкращим у парі став для неї наступний рік, за який вона тричі з трьома різними партнерками грала у фіналах турнірів WTA і по його ходу досягла 40-го місця в парному рейтингу. По дорозі до свого першого фіналу румунка в парі з австралійкою Крістін Канс обіграла четверту сіяну пару, але у фіналі вони поступилися несіяним сестрам Серені та Вінус Вільямс. У 1999 році на рахунку Каталіни Крісті був лише один фінал у парному турнірі WTA у Варшаві, — але в ньому вона завоювала свій перший і єдиний титул на цьому рівні.
Останнім повним сезоном у професійному тенісі став для Каталіни Крісті 2001 рік, хоча вона періодично поверталася на корт аж до 2005 року. За кар'єру на її рахунку були перемоги над Амелі Моресмо та Надією Петровою, а також 33 гри, проведених за збірну Румунії.
У 2008 році у Каталіни Крісті та її цивільного чоловіка народився син Олександру. З початку 2010-х років вона працює у Федерації тенісу Румунії як тренер і адміністратор турнірів. Вона зокрема займала посаду спортивного директора Відкритого чемпіонату Бухареста і молодіжного турніру Dr. Oetker Trophy.

## Місця в рейтингу WTA за підсумками сезону
| Рік              | 1990 | 1991 | 1992 | 1993 | 1994 | 1995 | 1996 | 1997 | 1998 | 1999 | 2000 | 2001 |
| ---------------- | ---- | ---- | ---- | ---- | ---- | ---- | ---- | ---- | ---- | ---- | ---- | ---- |
| Одиночний розряд | 809  | 504  | 429  | 127  | 191  | 103  | 97   | 73   | 67   | 128  | 117  | 340  |
| Парний розряд    |      | 467  | 371  | 184  | 132  | 115  | 137  | 95   | 47   | 52   | 50   | 271  |

## Фінали турнірів WTA за кар'єру
| Легенда             |
| ------------------- |
| Великий шолом       |
| Олімпійські ігри    |
| I категорія         |
| II категорія        |
| III категорія (0-2) |
| IV категорія (1-1)  |
| V категорія         |

### Жіночий розряд (1-3)
| Результат |    | Дата           | Турнір                  | Покриття | Партнерка                 | Суперниці у фіналі                                     | Рахунок у фіналі |
| --------- | -- | -------------- | ----------------------- | -------- | ------------------------- | ------------------------------------------------------ | ---------------- |
| Поразка   | 1. | 1 березня 1998 | Оклахома-Сіті, США      | Хард(i)  | Австралія Крістін Канс    | США Вінус Вільямс США Серена Вільямс                   | 5-7, 2-6         |
| Поразка   | 2. | 26 квітня 1998 | Будапешт, Угорщина      | Ґрунт    | Аргентина Лаура Монтальво | Іспанія Вірхінія Руано Паскуаль Аргентина Паола Суарес | 6-4, 1-6, 1-6    |
| Поразка   | 3. | 20 червня 1998 | Хертогенбос, Нідерланди | Трава    | Чехія Єва Меліхарова      | Бельгія Сабін Аппельманс Нідерланди Міріам Ореманс     | 7-64, 6-76, 6-75 |
| Перемога  | 1. | 9 травня 1999  | Варшава, Польща         | Ґрунт    | Казахстан Ірина Селютіна  | Франція Амелі Кошето Словаччина Жанетта Гусарова       | 6-1, 6-2         |